# Z Sepnego
Z Sepnego – potok będący prawym dopływem Trzciańskiego Potoku (Sanki). Wypływa na wysokości 286 m po północnej stronie wzgórza Sepne, na granicy wsi Leszczyna i Łąkta Dolna. Początkowo płynie w kierunku zachodnim, potem opływając wzgórze Sepne zmienia kierunek na południowo-zachodni, potem zachodni. Docierając do wzniesienia na którym stoi kościół w Trzcianie znów zmienia kierunek na południowo-zachodni, potem południowo-wschodni. Przepływa pod mostem drogi Trzciana – Łąkta Dolna i uchodzi do Trzciańskiego Potoku na wysokości 245 m. 
Potok posiada dwa główne dopływy, obydwa prawobrzeżne. Jeden z nich to potok wypływający na wysokości 345 m w górnej części Srokówki w Trzcianie, w porośniętej lasem dolince nieco poniżej skrzyżowania drogi przez Srokówkę z drogą wojewódzką nr 966. Ten ciek na większej części swojej długości płynie przez las. Drugi ciek wypływa na wysokości 317 m w Leszczynie,  w dolinie Przy Kaplicy, po prawej stronie drogi Trzciana – Leszczyna. Spływa w kierunku południowo-wschodnim. 
Koryto głównego biegu potoku wokół Sepnego ma mały spadek i meandruje. Na znacznej części swojego biegu koryto to stanowi granicę między Leszczyną i Łąktą Dolną. Cała zlewnia potoku znajduje się w gminie Trzciana. Pod względem geograficznbym jest to obszar Pogórza Wiśnickiego.

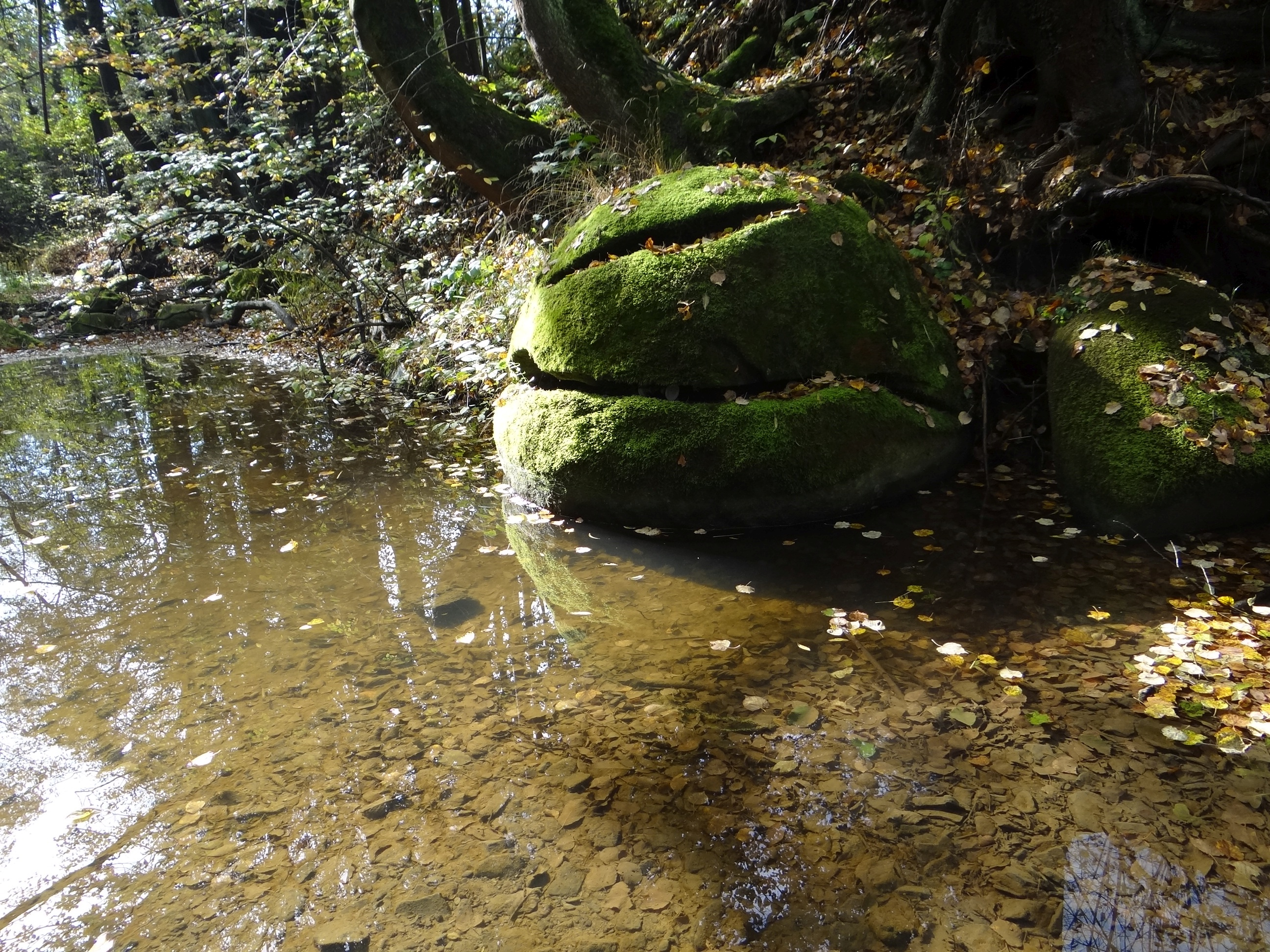
Potok Z Sepnego przy kościele w Trzcianie